# Natias Neutert
Natias Neutert (Nowa Sól, 24 febbraio 1941) è un artista e scrittore tedesco.

## Biografia
Nato a Nowa Sól, cittadina polacca all'epoca nella provincia della Bassa Slesia, crebbe ad Amburgo dove frequentò la scuola Steiner. Dopo un apprendistato come illustratore grafico, studiò filosofia, letteratura e storia dell'arte all'Università di Amburgo, ottenendo una borsa di studio al Franz Mehring-Institute (Università di Lipsia). 
Attivo come artista e scrittore fin da metà degli anni 60, ispirato dal nuovo giornalismo americano ha inoltre pubblicato articoli e saggi per importanti quotidiani tedeschi, tra cui Die Zeit, Frankfurter Rundschau, Stern, Süddeutsche Zeitung e Norddeutscher Rundfunk.

## Performance e mostre selezionate

### Personali
- 1988 Arbeiten auf Papier (Kunst Büro Berlin)
- 1988: Sympathie für Piano und Pump (Martin-Gropius-Bau)
- 2002: Phantombild des Paradoxen (Università di Marburgo)
- 2008: ospite alla Ringelnatz-Sommer (Kulturhistorisches Museum Wurzen)
- 2015: Rilke. Reise, Rausch und Rose (Cité Internationale Universitaire de Paris)
- 2017: Sich die Freiheit nehmen. Über die Bilderfinderin Hannah Höch (Galerie St. Gertrude, Amburgo)

### Partecipazioni
- 1986: Diogenes Synopse — ein paar Radischen (Künstlerhaus Bethanien, Berlino)
- 1987: Wenn Elefanten sich treffen, kommt einiges Gewicht zusammen, con En Esch, Jacques Sehy e Udo Sturm (Opera di Amburgo)
- 1988: Graphik, Collagen, Multiples (Galerie Renate Kammer, Amburgo)

## Pubblicazioni
- N. Neutert, Bausteine für eine polyästhetische Erziehung. Fachhochschule für Gestaltung, Hamburg 1971.
- N. Neutert, Adorno ist tot. Der von uns verschiedene Philosoph. Pozzo Press, Hamburg 1971.
- N. Neutert, 100 Tricks und Zaubereien, Rowohlt Verlag, Reinbek bei Hamburg 1976. ISBN 3-499-20119-4
- N. Neutert, Was ist und was sein soll, Pozzo Press, Karlsruhe 1977.
- N. Neutert, You Can Make Magic, Angus & Robertson, London/Canberra 1982. ISBN 0-207-14843-0
- N. Neutert, Wo sind wir, wenn wir im Bilde sind? Über Differenziale der Einbildungskraft. Lilienstaub & Schmidt, Berlin 2014. ISBN 978-3-945003-98-5
- N. Neutert, Lady Dada. Essays über die Bild(er)finderin Hannah Höch. Lilienstaub & Schmidt, Berlin 2019, ISBN 978-3-945003-45-9.